# Anablepsoides lanceolatus
Anablepsoides lanceolatus är en fiskart som beskrevs av Eigenmann, 1909. Arten ingår i släktet Anablepsoides, och familjen Rivulidae. Inga underarter finns listade i Catalogue of Life.